# Tyrankowce
Tyrankowce, pierwowróblowce (Tyranni) – podrząd ptaków z rzędu wróblowych (Passeriformes). Obejmuje ponad 1300 gatunków, żyjących głównie w Ameryce Południowej. Od podrzędu ptaków śpiewających różnią się budową krtani. Są uważane za bardziej pierwotne ewolucyjnie.

## Systematyka
Do podrzędu zaliczane są następujące rodziny zgrupowane w dwóch infrarzędach:
- Infrarząd: Eurylaimides Seebohm, 1890

- Philepittidae Sharpe, 1870 – brodawniki
- Eurylaimidae Lesson, 1831 – szerokodzioby
- Calyptomenidae Bonaparte, 1850 – nosoczuby
- Sapayoidae Irestedt, Ohlson, Zuccon, Källersjö & Ericson, 2006 – oliwczyki – jedynym przedstawicielem jest Sapayoa aenigma E. Hartert, 1903 – oliwczyk
- Pittidae Swainson, 1831 – kurtaczki

- Infrarząd: Tyrannides Wetmore & Miller, 1926
  - Parvorder: Tyrannida Wetmore & Miller, 1926
    - Nadrodzina: Piproidea Rafinesque, 1815

- Pipridae Rafinesque, 1815 – gorzykowate

- Nadrodzina: Cotingoidea Bonaparte, 1849

- Cotingidae Bonaparte, 1849 – bławatnikowate

- Nadrodzina: Tityroidea G.R. Gray, 1840

- Tityridae G.R. Gray, 1840 – bekardowate

- Nadrodzina: Oxyruncoidea Ridgway, 1906

- Oxyruncidae Ridgway, 1906 – ostrodzioby – jedynym przedstawicielem jest Oxyruncus cristatus Swainson, 1821 – ostrodziób
- Onychorhynchidae Tello, Moyle, Marchese & Cracraft, 2009 – królówki

- Nadrodzina: Tyrannoidea Vigors, 1825

- Pipritidae Ohlson, Irestedt, Ericson & Fjeldså, 2013 – krzykaczyki
- Platyrinchidae Horsfield, 1822 – szerokodziobki
- Tachurididae Ohlson, Irestedt, Ericson & Fjeldså, 2013 – tęczaki – jedynym przedstawicielem jest Tachuris rubrigastra (Vieillot, 1817) – tęczak
- Pipromorphidae Bonaparte, 1853 – muchotyranikowate
- Tyrannidae Vigors, 1825 – tyrankowate

- Parvorder: Furnariida Ames, 1971

- Nadrodzina: Thamnophiloidea Swainson, 1824

- Melanopareiidae Ericson, Olson, Irestedt, Alvarenga & Fjeldså, 2010 – obrożniki
- Conopophagidae P.L. Sclater & Salvin, 1873 – mrówkożery
- Thamnophilidae Swainson, 1824 – chronkowate

- Nadrodzina: Furnarioidea G.R. Gray, 1840

- Myrmotheridae MacGillivray, 1839 – kusaczki
- Rhinocryptidae Wetmore, 1926 – krytonosowate
- Formicariidae G.R. Gray, 1840 – mrówkowody
- Scleruridae Swainson, 1827 – liściarki
- Dendrocolaptidae G.R. Gray, 1840 – tęgosterowate
- Furnariidae G.R. Gray, 1840 – garncarzowate